# Mohamed Mancona Kouyaté
Pour les articles homonymes, voir Kouyaté.
Mohamed Mancona Kouyaté est un compagnon de l'indépendance guinéenne né en 1924 à Macenta et mort le 13 septembre 1998 à Conakry.

## Biographie
Mohamed Mancona a fait ses études primaires à l'école régionale de Macenta de 1932 à 1939. Son CEPE obtenu au centre d'examen de N'Zérékoré, il entre à l'école primaire supérieure Camille Guy à Conakry et part ensuite pour l'École normale William-Ponty de 1942 à 1945.
Il sert au gouvernement général de l'AOF (Afrique-Occidentale française) pendant 7 ans et rentre en 1952 en Guinée. Anticolonialiste et militant de première heure du Rassemblement démocratique africain (RDA) par son adhésion en 1946 à l'Union démocratique sénégalaise (UDS-RDA), il est depuis 1952 membre du Parti démocratique de Guinée (PDG) auquel il restera inébranlablement fidèle.
Premier commandant guinéen du poste administratif de Koyama (cercle de Macenta), il sera nommé gouverneur de région dès l'indépendance et exercera de 1958 à 1974 à Kissidougou, Faranah, Pita, Kindia Mamou et Dalaba. Ambassadeur de Guinée en Ex-Yougoslavie de 1975 à 1979, puis Directeur du Cabinet du Ministère du Contrôle d'État où il restera en fonction jusqu'à sa retraite en 1985.
Compagnon de l'Indépendance, médaillé d'Honneur du Travail, Chevalier de l'ordre national du mérite de son pays, Mancona Kouyaté a aussi obtenu la Croix de l'Ordre du Mérite de la République d'Égypte et le diplôme de citoyen d'honneur de la ville de  Sioux City aux États-Unis d'Amérique. 

## Ouvrage
Dans Nous sommes tous responsables, publié à Conakry en avril 1996, Mancona Kouyaté fait l'apologie du régime Sékou touréen, tout en reconnaissant quelques erreurs du régime.